# Диас, Хосе Хавьер
Хосе Хавьер Диас (исп. José Javier Díaz, февраль 1764 — июль 1829) — южноамериканский военный и политический деятель первой половины XIX века.

## Биография
Родился в 1764 году на ферме Санта-Каталина (губернаторство Тукуман вице-королевства Перу, Испания) в семье богатого фермера. Учился на юриста в колледже Нуэстра-Сеньора-де-Монсеррат в Кордове, но не завершил образования. Унаследовав от отца ферму, провёл юность в занятиях сельским хозяйством, службе в ополчении и стычках с индейцами. В 1806 году под командованием маркиза де Собремонте принимал участие в отражении британского вторжения.
В 1810 году поддержал Майскую революцию, и когда роялисты бежали из Кордовы при приближении революционных войск — был поставлен во главе войск провинции, подчинявшихся Первой хунте, и произведён в полковники. Отправил несколько контингентов добровольцев в состав Северной армии, а также сделал личный вклад в дело снабжения армии, отправив лошадей и скот.
Когда в 1811 году губернатор провинции Кордова Хуан Мартин де Пуэйрредон отправился воевать в Верхнее Перу — вошёл в состав хунты, которая несколько месяцев управляла провинцией. Впоследствии командовал войсками провинции, и несколько раз был временным губернатором. Когда к власти в стране пришёл Второй Триумвират — был смещён, ибо это правительство ставило у власти в важнейших провинциях офицеров из Буэнос-Айреса.
В противовес этим унитаристским тенденциям в Кордове (как и в прочих провинциях страны) началось движение за автономию. В 1815 году в провинции усилилась внутренняя оппозиция губернатору Франсиско Ортису де Окампо, и когда лидер федералистов Хосе Хервасио Артигас пригрозил ему вторжением (хотя на само деле и не собирался этого делать) — тот предпочёл уйти в отставку самостоятельно.
Без каких-либо консультаций с управляющим страной Верховным директоратом, Артигас поставил во главе провинции Кордова Диаса. Диаса поддерживали сторонники Артигаса и умеренные автономисты. Диас издал прокламацию, в которой отказался подчиняться Буэнос-Айресу и отдал себя под покровительство Артигаса, а вскоре устроил празднества по поводу свержения с поста правителя страны Карлоса Марии де Альвеара. Он отправил Хосе Антонио Кабреру в качестве представителя провинции на организованный Артигасом Конгресс в Арройо-де-ла-Чина, на котором было провозглашено создание Лиги свободных людей.
Когда в 1816 году был созван Тукуманский конгресс, то Кордова стала единственной из «артигистских» провинций, отправившей туда своих делегатов (Кабреру, Херонимо Сальгеро и Эдуардо Переса Бульнеса). Конгресс выбрал Верховным директором Пуэйрредона, который плохо относился к автономии Кордовы, и имел трения с Грегорио Фунесом и его братом Амбросио.
В августе 1816 года Диас отказался оказать помощь провинции Санта-Фе против вторжения буэносайресца Эустокио Диас-Велеса, так как участвовал в Тукуманском конгрессе и поддержал Директорат. Этим он противопоставил себя прочим губернаторам-федералистам, и полковник Хуан Пабло Бульнес восстал. Диас попытался договориться с Бульнесом, а Пуэйрредон отстранил его с поста губернатора, но Диас заявил, что Пуэйрредон не имеет на это права, так как губернатор был избран советом провинции — и только этот совет и может его снять. Затем Диас двинул войска на Бульнеса, но потерпел поражение. Диас был вынужден уйти в отставку, но Бульнес согласился, чтобы новым губернатором стал Амбросио Фунес, который был тестем Диаса.
Диас жил как частное лицо на ферме Санта-Каталина, в то время как в стране разворачивалась гражданская война. Новый Верховный директор страны Хосе Рондо попытался использовать для атаки на Санта-Фе Северную армию, но прибыв в Арекито она 8 января 1820 года подняла мятеж и отказалась участвовать в гражданской войне. Отряд мятежников из 2500 человек вернулся в Кордову, его возглавлял Хуан Баутиста Бустос. Узнав об этом, совет провинции на открытом заседании 23 января вновь избрал губернатором Диаса. Диас встретил Бустоса и его войска, и объявил выборы губернатора, но на выборах проиграл Бустосу.
В следующем году Диас принял участие в организованном Фаустино Альенде и Хосе Марией Пасом восстании против Бустоса, но попытка не удалась, и ему пришлось бежать в провинцию Катамарка. Последние годы жизни он провёл на своей ферме Санта-Каталина, более не вмешиваясь в политику.